# Самійленко Іван Матвійович
Іван Самійленко (1912, с. Валки, Прилуцький повіт, Полтавська губернія, Російська імперія — 3 листопада 2006, США) — український державний і громадський діяч, учений. Останній голова Уряду Української Народньої Республіки в екзилі (1989—1992). Професор Лонґ Айленд Університету 1961—1980.
Відповідно до українського законодавства є борцем за незалежність України у XX столітті.

## Громадська діяльність
Був головою УНРади.
З 1985 р. — голова Консолідаційної комісії з переговорів з Конференцією українських партій і організацій (КУПО).
Був головою Українського інформаційного бюро у Вашингтоні.
Був дорадником конгресової комісії у Вашінґтоні з вивчення Голодомору в Україні  1932–1933 рр. Склав там свої свідчення.
Голова централі Українського національно-державного союзу (УНДС), почесний голова УНДС у США.
Член Наукового товариства імені Тараса Шевченка в Америці.
1992 року відбув першу історичну подорож прем'єр-міністра УНР в Україну після виходу уряду на еміграцію. Був учасником офіційної передачі в Києві естафети влади від УНР Україні.
Похований на цвинтарі святого Андрія в Саут-Баунд-Брук.

## Родина
Мама Івана Самійленка народилася в Україні, похована на новому цвинтарі (так звані «Піски») в селі Валки. Її було нелегально викрадено з табору смерті в Архангельській області (Лєпша) і привезено в Донбас. Там прожила вона нелегально, без паспорту, аж до самої хрущовщини.
Син — Олег з дружиною Христиною, внук — Александер з дружиною Бріджет, внучка — Тамара.

## Публікації
- Самійленко, Іван [Матвійович]. Соціо-політичне тло голодового геноциду в Україні (Комунізм — смертельний ворог села) : Історичний нарис / І. Самійленко ; Вид. спілка — Українське Інформаційне бюро, інк. (Філадельфія США) — Київ : Просвіта, 1998. — 37 с.